# Canton de Vichy-Nord
Le canton de Vichy-Nord est une ancienne division administrative française située dans le département de l'Allier et la région Auvergne.

## Géographie
Le canton de Vichy-Nord était limité « au nord d'une ligne définie par […] l'allée Mesdames (à partir de la limite territoriale de la commune de Cusset), rue d'Alsace, rue du Champ-de-Foire, place Jean-Épinat (voie Ouest), boulevard de la Mutualité, place P.-V.-Léger, rue du 11-Novembre, rue Beauparlant, rue de Paris, rue Lucas, rue du Président-Eisenhower, rue du Parc, rue du Casino, boulevard de Russie, boulevard des États-Unis (jusqu'à la rue de Belgique), et par une ligne imaginaire tracée dans l'axe de la rue de Belgique jusqu'à la limite territoriale de la commune de Bellerive-sur-Allier ».

## Histoire
Le canton a été créé en 1973 par scission de l'ancien canton de Vichy en deux parties : il est délimité par « le boulevard des États-Unis (des numéros 101 et 102 et au-delà), boulevard de Russie et rue du Casino (longeant dans leur totalité le canton de Vichy-Sud), place Victor-Hugo, avenue du Président-Doumer, place de la Gare (longeant dans sa totalité le canton de Vichy-Sud), axe de la voie ferrée direction Paris (jusqu'à l'intersection du passage à niveau et rue d'Alsace), rue d'Alsace (des numéros 40 à 60 et 47 à 71), allée Mesdames, avenue de Gramont (à partir de l'allée Mesdames jusqu'à la limite de la commune de Cusset, le côté pair étant rattaché au canton de Vichy-Sud) ».
Ses limites sont modifiées en 1985.
Le redécoupage des cantons du département de l'Allier modifie le périmètre de ce canton. Il comprend toujours une fraction de la commune de Vichy (périmètre inchangé par rapport à 1985) ainsi que les communes de Charmeil et Saint-Rémy-en-Rollat issues du canton d'Escurolles, et Saint-Germain-des-Fossés issu du canton de Varennes-sur-Allier. Ce nouveau canton est nommé canton de Vichy-1,.

## Représentation
| Période | Période | Identité        | Étiquette    | Qualité |
| ------- | ------- | --------------- | ------------ | --- |
| 1973    | 1994    | Jacques Lacarin | RI puis UDF  | Docteur en médecine Député de la 4e circonscription de l'Allier (1986-1988) Maire de Vichy (1967-1989) |
| 1994    | 2015    | Gabriel Maquin  | RPR puis UMP | PDG d'entreprises 1er adjoint au maire de Vichy chargé du développement économique, du commerce et de l'artisanat, de la vie des quartiers, des relations avec les collectivités territoriales et des relations internationales (2008-2014) 1er adjoint au maire de Vichy chargé du développement économique et de l'emploi, du commerce et de l'artisanat et des relations avec les collectivités territoriales (2014-2017) |

## Composition
Le canton de Vichy-Nord se composait d’une fraction de Vichy. Il compte 12 388 habitants (population municipale) au 1er janvier 2012.
| Nom               | Code Insee | Intercommunalité    | Population (dernière pop. légale)               |
| ----------------- | ---------- | ------------------- | ----------------------------------------------- |
| Vichy (chef-lieu) | 03310      | CA Vichy Communauté | Fraction : 12 388(2012) Commune : 25 279 (2014) |

## Démographie
| 1975 | 1982 | 1990   | 1999   | 2006   | 2011   | 2012   |
| ---- | ---- | ------ | ------ | ------ | ------ | ------ |
| -    | -    | 13 567 | 13 007 | 12 717 | 12 120 | 12 388 |